# Jordanka Blagojeva
Jordanka Blagojeva (bolgarsko Йорданка Благоева), bolgarska atletinja, * 19. januar 1947, Gorno Cerovene, Bolgarija.
Nastopila je na poletnih olimpijskih igrah v letih 1968, 1972, 1976 in 1980, leta 1972 je osvojila naslov olimpijske podprvakinje v skoku v višino, leta 1976 pa še bronasto medaljo. Na evropskih dvoranskih prvenstvih je osvojila naslov prvakinje leta 1973 ter srebrno in bronasto medaljo. 24. septembra 1972 je postavila nov svetovni rekord v skoku v višino z 1,94 m, veljal je dve leti.